# كلاتة كلوخ (غناباد)
كلاتة كلوخ (بالفارسية: کلاته کلوخ) هي قرية تقع في منطقة مركزية ريفية في إيران. يقدر عدد سكانها بـ 130 نسمة بحسب إحصاء 2016.